# ヤンヤンムウくん
ヤンヤンムウくんはNHKの幼児向け番組おかあさんといっしょの人形劇のコーナー。1973年4月から1976年3月まで、毎週土曜日の番組内後半に放送された。原作：山元護久、片岡輝、高見映、人形制作：川本喜八郎、音楽：越部信義、宮崎尚志。 放送時間は15分。

## 出演
- ムウくん（声：増山江威子→堀絢子）
- 眞理ヨシコ
- 沼田爆
- はせさん治
- 岡本高政
- ザ・シャデラックス
- ウィニィ・ホー（声：滝口順平）

## 概要
赤い身体をしたやんちゃな熊の男の子、ムウくんが、かつての「うたのおねえさん」眞理ヨシコをパートナーに、元気一杯歌や寸劇を繰り広げる、というバラエティと人形劇が合体した様な内容だった。
幼児期の中でも放送当時最も情操教育が難しいと考えられていた、2歳児をメインの対象年齢として制作。子供が日頃接している生活環境、自然環境の中から毎回季節に応じたテーマを取り上げ、テレビを通して子供達の家庭での遊び方の指導に役立ててもらいたいというねらいがあった。
ムウくんは、教育テレビの名物番組だった「できるかな」の前身にあたる工作番組「なにしてあそぼう」で、ノッポさんこと高見映に合いの手を入れるパートナーとしても人気があったが、同番組終了後3年のブランクを経て、自らが幼児番組の主役となって再登場した。なお、声の担当は当時と異なる（「なにしてあそぼ」でのムウくんの声は松島みのりが担当していた）。
ムウくんの初登場はNHK教育テレビの夏休み特番「仲よしボンゴ」（1965年8月12日放送）内の5分人形劇「ムウくんのお話し」（朗読：市原悦子）。この番組がカラーテレビ放送の実験番組でもあった為、認識しやすい色として体が赤いクマになる。
NHKアーカイブスの保存番組検索で確認される限りにおいては、NHKに映像が1話も現存していない。
放送当時のNHKで番組収録用に使われていた2インチテープは非常に高価なもので、放送済みのテープは別の番組や、次の放送回の収録に再利用されていたため。
NHKではマスターテープが失われた過去の放送番組の収集（制作関係者や一般視聴者らへのビデオテープ提供の呼びかけなど）を進めている。

## 主題歌
「ヤンヤンムウくん」
作詞 - 高見映 作曲・編曲 - 越部信義
歌 - 眞理ヨシコ、堀絢子(ムウ)、こおろぎ'73

## スタッフ
- 原作 - 山元護久、片岡輝、高見映
- 人形操作 - 井村淳、石井マリ子、三井淳子
- 人形制作 - 川本喜八郎、石井マリ子、三井淳子
- 音楽 - 越部信義、宮崎尚志
- 演出 - 北村達也
- 構成-高見映
- 美術 - 加藤晃
- 制作･著作 - NHK